# Astragalus didymocarpus
Astragalus didymocarpus is een plantensoort uit het geslacht Astragalus. De soort is inheems in het zuidwesten van de Verenigde Staten en het noorden van Mexico.